# Marie Teyssier
Pour les articles homonymes, voir Teyssier.
Marie Teyssier, née le 24 février 1899 à Montélimar et morte à Bourg-Saint-Andéol le 31 décembre 1993, est un peintre français apparenté aux impressionnistes.

## Biographie
Elle fait sa première exposition à la Galerie Charpentier en 1937, en fera de nombreuses autres chez André Weill, avenue Matignon, et sera une habituée du Salon des indépendants.
Après avoir fait l'École normale d'instituteur, Marie Violette Victoire Teyssier enseigne pour la première fois à Alleyrac dans la Drôme et c'est pendant la Première Guerre mondiale qu'elle rencontre au cours d'un bal du 14 juillet celui qui sera son mari, Henri Lellouch. Elle suit ce dernier à Tunis où elle vivra jusqu'en 1947, date à laquelle elle rejoint Paris où elle résidera jusqu'en 1966.
Au cours de sa carrière, elle a fréquenté Jules Pascin et Kees van Dongen.